# Jesús Gámez
Jesús Gámez Duarte (Fuengirola, Málaga, 10 de abril de 1985) es un exfutbolista español. Jugaba de lateral derecho y su último equipo fue el Newcastle United de la Premier League. Actualmente es embajador del Málaga C. F..
Se caracterizaba por su recorrido, potencia, disciplina y juego táctico. Junto a su actuación defensiva, donde destacaban sus férreos marcajes, hay que resaltar su proyección ofensiva por la banda derecha. 
Comenzó su carrera futbolística en la Unión Deportiva Fuengirola, donde jugó en las categorías inferiores hasta que fue fichado por el Málaga C.F., donde comenzó, desde la categoría cadete, una progresión que le llevó a jugar en Segunda División con el Málaga B en la temporada 2003-2004 y debutar en Primera División con el primer equipo en la temporada 2005-2006. Tras el descenso del club, en 2008 consiguió de nuevo el ascenso a Primera División y en 2009 se convirtió en uno de los capitanes del club. Cinco años después fichó por el Atlético de Madrid y consiguió la Supercopa de España.

## Trayectoria

### Unión Deportiva Fuengirola
Se incorporó a la Unión Deportiva Fuengirola en categoría benjamín desde la Balompédica Fuengirola, a la que ingresó a la edad de 4 años. Con la Unión Deportiva Fuengirola compitió en la categoría infantil, siendo seleccionado por la Selección Malagueña de Fútbol para disputar el Campeonato de Andalucía de Selecciones provinciales en la campaña 1998-99. La selección malagueña, en la que también competían jugadores que también se convirtieron en profesionales como Alexis, Ador o Perico, consiguió el Subcampeonato de Andalucía en Linares tras caer derrotados ante la selección provincial de Granada.

### Categorías inferiores del Málaga CF

#### Categoría cadete
Se incorporó a las categorías inferiores del Málaga Club de Fútbol en su segundo año como cadete (temporada 2000-01), procedente de la Unión Deportiva Fuengirola junto al delantero Ador. En su primer año como integrante del conjunto Cadete Autonómico, Gámez consiguió el Subcampeonato de Andalucía con el Málaga Club de Fútbol. En los sectores clasificatorios para el Campeonato de España, el Málaga CF se clasificó tras conseguir la primera posición de su grupo –compuesto por Celta de Vigo, Espanyol y Athletic Club– y vencer al primer clasificado del otro grupo: el Racing de Santander.
En el Campeonato de España Cadete 2001, celebrado en Zaragoza, el Málaga CF quedó encuadrado en su grupo junto a Real Oviedo, FC Barcelona y U. D. Las Palmas. Tras completarse la fase de grupos, el equipo blanquiazul quedó segundo clasificado, por lo que optó a la tercera plaza ante el segundo clasificado del otro grupo, el Valencia CF. En la lucha por el tercer y cuarto puesto, el equipo entrenado por Rafael Fernández Jiménez, se impuso por 2-0. La escuadra malaguista estaba compuesta por jugadores como Manolo Reina, Alexis Ruano, Perico o Ador.

#### Categoría juvenil
En su primer año como juvenil, en la campaña 2001-02, Gámez se incorporó al equipo que competía en Liga Nacional Juvenil bajo las órdenes del técnico Manolo Fernández, quedando subcampeón de la categoría de plata del fútbol juvenil.
En su segunda temporada como juvenil, el futbolista se incorporó al equipo División de Honor Juvenil, proclamándose campeón del Grupo IV y consiguiendo un billete para la Copa de Campeones de Liga Juvenil que se celebró en Cambrils (Tarragona). Tras imponerse en los dos encuentros de su grupo –ante UD Salamanca y CD Tenerife– el Málaga CF disputó la final ante el RCD Espanyol, al que venció por 2-0, con tantos de Perico y Ador. Era el primer entorchado nacional de un equipo andaluz, desde que la competición adoptase el formato de Copa de Campeones de Liga Juvenil. De aquel equipo, entrenado por los técnicos Manolo Fernández y Víctor Borrego, promocionaron muchos futbolistas que, a la postre, compiteron en las categorías profesionales del fútbol español: Jesús Gámez, Manolo Reina, Armando, Silva, Alberto, Rubén Párraga, Ferrerini, Perico o Ador.
Todavía como juvenil, en su última temporada en esta categoría (2003-04), el jugador de Fuengirola formó parte del equipo División de Honor, que estuvo dirigido por los técnicos Manolo Fernández y, desde mediados de temporada, por José Carlos Fernández Tello. El equipo blanquiazul quedó segundo del grupo IV de la máxima categoría juvenil, clasificándose para la Copa del Rey de la categoría, donde la participación del Málaga CF no fue destacada. En esa última campaña, el jugador debutó con el Málaga B en Segunda División, con el que disputó dos encuentros.

#### Málaga B
Una vez completado su ciclo formativo en la categoría juvenil, el lateral diestro se incorporó, en la temporada 2004-05, al Málaga B, que militaba en Segunda División, y con el que ya había debutado en la anterior campaña siendo juvenil. Bajo las órdenes de Antonio Tapia, durante el primer tramo de la temporada, y de José Mari Bakero en la recta final, Gámez completó una temporada en la que su rendimiento fue de menos a más, convirtiéndose en uno de los jugadores importantes en el equipo que consiguió la permanencia, por segundo año consecutivo, del filial malaguista en la división de plata del fútbol español.
En la temporada 2005-06, el futbolista compaginó su participación en el Málaga B (actualmente, Atlético Malagueño), con intervenciones con el primer equipo, con el que alcanzó la titularidad en la recta final de la temporada disputando un total de 15 encuentros en Primera División. En el Málaga B, bajo las órdenes de Juan Carlos Añón en un principio, y Lobo Carrasco en el tramo final de la temporada, jugó 16 encuentros.

### Málaga CF

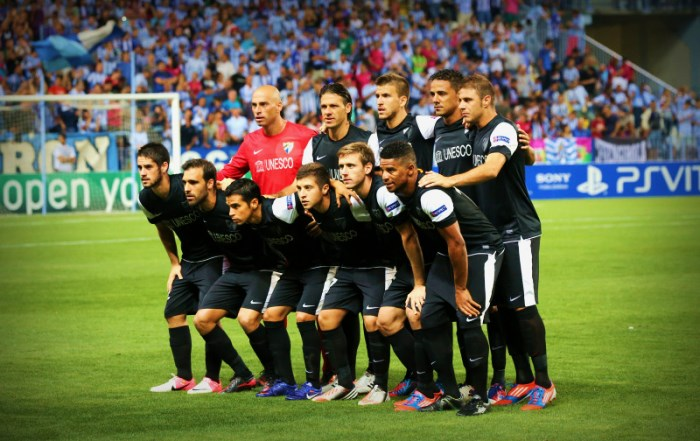
Once titular del Málaga CF en su estreno con victoria por tres a cero frente al Zenit de San Petersburgo en Liga de Campeones. Jesús Gámez -inferior 2.º por la izqda. en la imagen- sería titular en 10 de los 12 partidos que disputó ese año el Málaga en la máxima competición europea.

Jesús Gámez debutó en el primer equipo del Málaga CF de la mano de Antonio Tapia el 27 de noviembre de 2005 en un encuentro de Primera División que enfrentó al equipo malaguista al Getafe C.F. en el Coliseum Alfonso Pérez, disputando los últimos cinco minutos del partido tras entrar al terreno de juego en sustitución de Anderson. Integrante de la plantilla del Málaga B (actualmente, Atlético Malagueño), con el que jugó 16 partidos en Segunda División –todos ellos como titular– en aquella temporada 2005-06, el futbolista de Fuengirola se convirtió en uno de los habituales del primer equipo luciendo el dorsal número 27, hasta la llegada al banquillo blanquiazul del que hasta entonces era director deportivo del Club: Manolo Hierro. Tras unos meses compitiendo nuevamente en Segunda División con el Málaga B, el jugador volvió con el primer equipo en la recta final de la Liga, disputando finalmente un total de 15 partidos, 12 de ellos como titular, en una campaña en la que el Málaga CF no pudo evitar el descenso a Segunda División. Antes de finalizar la temporada, concretamente el 21 de abril de 2006, Jesús Gámez firmó su primer contrato profesional con el Málaga CF por cuatro temporadas.

#### Segunda División
En las dos campañas siguientes, 2006-07 y 2007-08, el futbolista se convirtió en titular indiscutible de la defensa malaguista durante su periplo en Segunda División, sumando un total de 73 partidos en Liga y 4 de Copa del Rey, y siendo pieza clave del equipo que consiguió el ascenso a Primera División en la campaña 2007-08 de la mano de Juan Ramón López Muñiz , tras haber demostrado ser uno de los laterales derechos más destacados de la categoría de plata. UD Almería, Atlético de Madrid y, posteriormente, Valencia CF, Hamburgo S.V., Villarreal CF o Sevilla FC, tentaron al jugador, pero el futbolista decidió continuar en la disciplina malaguista, donde fue reconocido por la UEFA tras ser incluido en el once jugadores revelación de la Liga en 2009. El ascenso propició la ampliación del contrato del defensa, cuya duración se extendió dos temporadas más –hasta la 2011-12–.

#### Vuelta a Primera
En el regreso del Málaga CF a Primera División (2008-09) Jesús Gámez confirmó su proyección disputando un total de 35 encuentros en la máxima categoría, en una temporada en la que el Málaga CF, dirigido por Antonio Tapia, batió algunos de los mejores registros de la historia del club blanquiazul en Primera División. Los rumores sobre ofertas de grandes clubes y los que apuntaban a su futura llamada por el seleccionador nacional Vicente del Bosque no tardaron en llegar.

#### Capitanía
En la temporada 2009-10, el jugador se convirtió en uno de los capitanes del Málaga CF y siguió acumulando partidos en la máxima categoría –32 encuentros–. Con el regreso de Juan Ramón López Muñiz como técnico, el Málaga CF consiguió nuevamente la permanencia en Primera División, tras una épica última jornada en la que logró un empate ante el Real Madrid en La Rosaleda.
Con el cambio en la propiedad del Málaga CF y la llegada de Sheikh Abdullah Al-Thani a la presidencia en junio de 2010, la entidad decidió cerrar las puertas a una posible salida del jugador y apostar por su continuidad, llegando finalmente a un acuerdo para ampliar su contrato hasta el término de la temporada 2013-2014. El inicio de un nuevo y ambicioso proyecto en la entidad malaguista no restó protagonismo al jugador fuengiroleño, que encajó en la metodología y el sistema del entrenador portugués Jesualdo Ferreira y, tras la destitución del luso en noviembre de 2010, en los planteamientos del nuevo entrenador blanquiazul, Manuel Pellegrini.
Juande Ramos le propuso incorporarse al Dnipro, de la Liga Premier de Ucrania en diciembre de 2010, pero el jugador prefirió continuar en Málaga ya que había firmado hacía poco la ampliación de su contrato.

### Atlético de Madrid
El 8 de agosto de 2014 el Málaga CF informó del traspaso del lateral al Club Atlético de Madrid por una cantidad cercana a los 2 millones de euros, el carrilero firmó por tres temporadas. Pese a no ir convocado en ninguno de los dos partidos, el 19 de agosto se proclamó campeón de la Supercopa de España. El debut con el Atlético de Madrid no se produjo hasta la séptima jornada en la que disputó el partido como titular en el lateral derecho en la derrota por tres a uno ante el Valencia en Mestalla. El 21 de marzo de 2015, en el séptimo partido con el Atlético en Liga, disputó como titular su partido número 200 en Primera División en la victoria por dos a cero ante el Getafe.

### Newcastle United
Tras jugar 37 partidos en 2 temporadas ficha libre por el Newcastle United Football Club, club que se encontraba en la Segunda División de Inglaterra. En su primera temporada consigue el ascenso a la Premier League. Al finalizar la temporada siguiente se queda sin equipo y anuncia su retirada tras más de 300 partidos jugados en su carrera.

## Selección nacional
Su destacado papel en la recta final de la temporada 2004-05 en las filas del Málaga B, cuando el filial blanquiazul militaba en Segunda División bajo las órdenes de José Mari Bakero, le dio la oportunidad de acudir con el combinado nacional sub-23 a los Juegos Mediterráneos que se celebraban en Almería en el verano de 2005.

### Juegos del Mediterráneo Almería 2005
Juan Santisteban, seleccionador nacional sub-21, incluyó a Jesús Gámez en la convocatoria para la disputa de los Juegos Mediterráneos de 2005, donde el combinado español actuaba como local. Junto al lateral malagueño, a la cita acudieron Cuéllar y Rubén, como guardametas, Iván Ramis, Valera, Antonio Puerta, Sergio Torres, Tarantino, Paco Montañés, Miki Martínez, Gorka Larrea, Carlos García, Javi Fuego, Miguel Flaño, Javier Flaño, Manu del Moral, Arizmendi y Kepa Blanco.
El futbolista disputó los cuatro encuentros completos de la cita internacional como titular, consiguiendo dos importantes tantos en la semifinal. Tras el empate ante Turquía y la victoria ante Italia, en las que Gámez actuó como lateral derecho, Juan Santisteban alineó al futbolista de Fuengirola como interior derecho en la semifinal ante Libia, en la que marcó los dos primeros tantos que abrieron al marcador. En la final, en la que Gámez volvió a repetir como lateral derecho ante Turquía, la 'Rojita' se impuso por la mínima y consiguió la medalla de oro.

## Estadísticas

### Clubes
- Actualizado el 26 de diciembre de 2023[25]

| Club | Div           | Temporada     | Liga  | Liga  | Copas nacionales(1) | Copas nacionales(1) | Torneos internacionales(2) | Torneos internacionales(2) | Total | Total | Media goleadora |
| Club | Div           | Temporada     | Part. | Goles | Part.               | Goles               | Part.                      | Goles                      | Part. | Goles | Media goleadora |
| --- | ------------- | ------------- | ----- | ----- | ------------------- | ------------------- | -------------------------- | -------------------------- | ----- | ----- | --------------- |
| Málaga Club de Fútbol · España |               |               |       |       |                     |                     |                            |                            |       |       |                 |
| 1.ª | 2005-06       | 15            | 0     | 0     | 0                   | -                   | -                          | 15                         | 0     | 0     |                 |
| 2.ª | 2006-07       | 38            | 1     | 3     | 0                   | -                   | -                          | 41                         | 1     | 0,02  |                 |
| 2.ª | 2007-08       | 35            | 0     | 1     | 0                   | -                   | -                          | 36                         | 0     | 0     |                 |
| 1.ª | 2008-09       | 35            | 0     | 0     | 0                   | -                   | -                          | 35                         | 0     | 0     |                 |
| 1.ª | 2009-10       | 32            | 0     | 4     | 0                   | -                   | -                          | 36                         | 0     | 0     |                 |
| 1.ª | 2010-11       | 30            | 0     | 2     | 0                   | -                   | -                          | 32                         | 0     | 0     |                 |
| 1.ª | 2011-12       | 25            | 0     | 1     | 0                   | -                   | -                          | 26                         | 0     | 0     |                 |
| 1.ª | 2012-13       | 28            | 0     | 2     | 0                   | 8                   | 0                          | 38                         | 0     | 0     |                 |
| 1.ª | 2013-14       | 28            | 0     | 2     | 0                   | -                   | -                          | 30                         | 0     | 0     |                 |
| Total club | Total club    | 266           | 1     | 15    | 0                   | 8                   | 0                          | 289                        | 1     | 0,00  |                 |
| Club Atlético de Madrid · España |               |               |       |       |                     |                     |                            |                            |       |       |                 |
| 1.ª | 2014-15       | 14            | 0     | 4     | 0                   | 3                   | 0                          | 21                         | 0     | 0     |                 |
| 1.ª | 2015-16       | 10            | 0     | 5     | 0                   | 1                   | 0                          | 16                         | 0     | 0     |                 |
| Total club | Total club    | 24            | 0     | 9     | 0                   | 4                   | 0                          | 37                         | 0     | 0     |                 |
| Newcastle United Inglaterra |               |               |       |       |                     |                     |                            |                            |       |       |                 |
| 2.ª | 2016-17       | 5             | 0     | 2     | 0                   | 0                   | 0                          | 7                          | 0     | 0     |                 |
| 1.ª | 2017-18       | 2             | 0     | 1     | 0                   | 0                   | 0                          | 3                          | 0     | 0     |                 |
| Total club | Total club    | 7             | 0     | 3     | 0                   | 0                   | 0                          | 10                         | 0     | 0     |                 |
| Total carrera | Total carrera | Total carrera | 297   | 1     | 27                  | 0                   | 12                         | 0                          | 336   | 1     | 0,00            |
| (1) Incluye datos de Copa del Rey (2005-16), EFL Cup (2016-18) y FA Cup (2016-17). (2) Incluye datos de Liga de Campeones (2012-13) y (2014-16). |               |               |       |       |                     |                     |                            |                            |       |       |                 |

## Palmarés

### Títulos nacionales
| Título                       | Club                    | País       | Año  |
| ---------------------------- | ----------------------- | ---------- | ---- |
| Supercopa de España          | Club Atlético de Madrid | España     | 2014 |
| Football League Championship | Newcastle United        | Inglaterra | 2017 |

### Títulos internacionales
| Título               | Club (*)         | País   | Año  |
| -------------------- | ---------------- | ------ | ---- |
| Juegos Mediterráneos | Selección sub-23 | España | 2005 |

(*) Incluyendo la selección

### Distinciones individuales
| Distinción                                  | Año  |
| ------------------------------------------- | ---- |
| Incluido en el equipo revelación de la Liga | 2009 |